# Ledečko
Ledečko (en allemand : Ledetschko) est une commune du district de Kutná Hora, dans la région de Bohême-Centrale, en République tchèque. Sa population s'élevait à 181 habitants en 2020.

## Géographie
Ledečko est arrosée par la Sázava, un affluent de la Vltava, et se trouve à 5 km au sud-est de Sázava, à 25 km au sud-ouest de Kutná Hora et à 47 km au sud-est de Prague.
La commune est limitée par Samopše au nord, par Rataje nad Sázavou au nord-est, à l'est et au sud, et par Sázava au sud, à l'ouest et au nord-ouest.

## Histoire
La première mention écrite de la localité date de 1291.

## Administration
La commune se compose de trois quartiers :
- Ledečko
- Vraník

## Transports
Par la route, Ledečko se trouve à 11 km de Sázava, à 32 km de Kutná Hora et à 58 km de Prague.